# Robert Coote

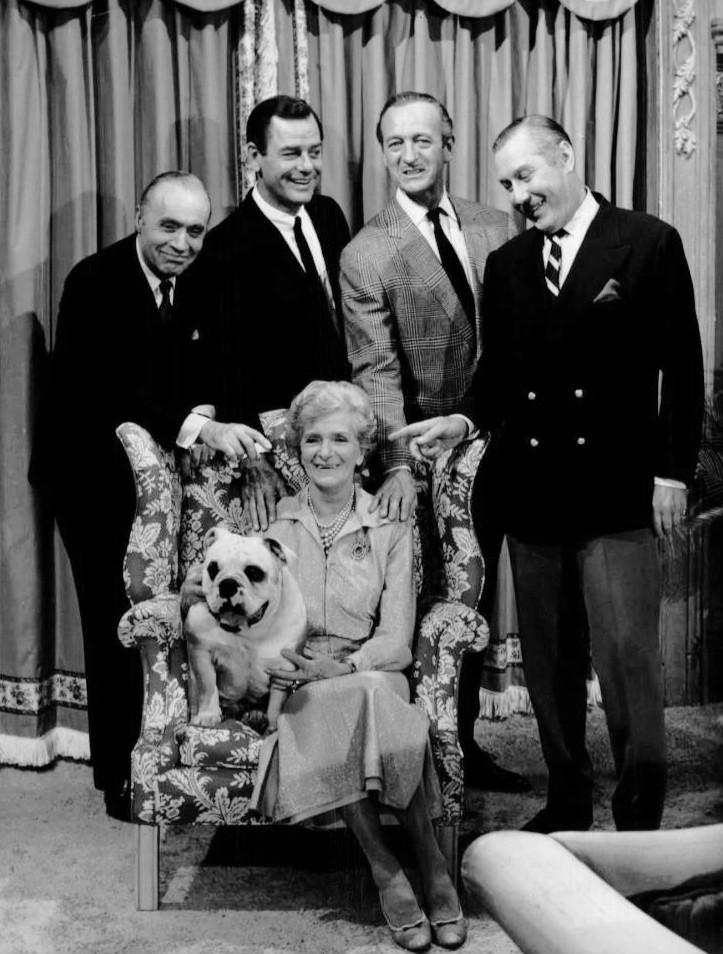
De g. à d. : Charles Boyer, Gig Young, Gladys Cooper, David Niven et Robert Coote, dans la série télévisée
The Rogues (1964, photo promotionnelle)

Robert Coote est un acteur anglais, né le 4 février 1909 à Londres (Angleterre, Royaume-Uni), mort le 26 novembre 1982 à New York (État de New York, États-Unis).

## Biographie
Robert Coote débute enfant en 1919 au théâtre, dans son pays natal (il effectuera aussi des tournées en Afrique du Sud et en Australie), participant notamment à des opérettes. Entre 1953 et 1979, à Broadway (New York), il contribue à des pièces et comédies musicales, dont  My Fair Lady — dans le rôle du Colonel Pickering, qu'il crée en 1956, puis reprend à Londres en 1958, et de nouveau à Broadway en 1976 (dans l'adaptation au cinéma de 1964, Pickering est joué par Wilfrid Hyde-White) —. Il collabore également à un autre grand succès de la comédie musicale à Broadway, Camelot (créée en 1960).
Au cinéma, Robert Coote figure dans un premier film britannique en 1931. Par la suite, il se partage entre des productions britanniques (ainsi, Une question de vie ou de mort du tandem Powell-Pressburger, en 1946) et américaines, jusqu'à un dernier film en 1973. Entre autres, il interprète Aramis en 1948, dans Les Trois Mousquetaires, avec Gene Kelly et Lana Turner, ou encore Fritz von Tarlenheim en 1952, dans Le Prisonnier de Zenda, avec Deborah Kerr et Stewart Granger.
À la télévision, il apparaît dans des téléfilms et séries, à partir de 1952. Sa dernière prestation est dans la série américaine L'Homme à l'orchidée, en 1981.

## Filmographie partielle

### Au cinéma
- 1931 : Sally in our Alley (en) (non crédité) de Maurice Elvey
- 1937 : La Treizième Chaise (The Thirteenth Chair) de George B. Seitz
- 1938 : Vive les étudiants (A Yank at Oxford) de Jack Conway
- 1939 : Gunga Din de George Stevens
- 1939 : Mr. Moto's Last Warning de Norman Foster
- 1939 : Edith Cavell (Nurse Edith Cavell) d'Herbert Wilcox
- 1939 : La Maison de l'épouvante (The House of Fear) de Joe May
- 1940 : L'Angoisse d'une nuit (Vigil in the Night), de George Stevens
- 1942 : Le commando frappe à l'aube (Commandos strike at Dawn) de John Farrow
- 1946 : Une question de vie ou de mort (A Matter of Life and Death) de Michael Powell et Emeric Pressburger
- 1947 : L'Aventure de madame Muir (The Ghost and Mrs. Muir) de Joseph L. Mankiewicz
- 1947 : Ambre (Forever Amber) d'Otto Preminger
- 1947 : Des filles disparaissent (Lured) de Douglas Sirk
- 1947 : L'Exilé (The Exile) de Max Ophüls
- 1948 : Les Trois Mousquetaires (The Three Musketeers) de George Sidney
- 1948 : Berlin Express de Jacques Tourneur
- 1949 : Le Danube rouge (The Red Danube) de George Sidney
- 1950 : Le Chevalier de Londres (The Elusive Pimpernel) de Michael Powell et Emeric Pressburger
- 1951 : Le Renard du désert (The Desert Fox : The Story of Rommel) (non crédité) d'Henry Hathaway
- 1952 : Scaramouche de George Sidney
- 1952 : La Veuve joyeuse (The Merry Widow) de Curtis Bernhardt
- 1952 : Othello (The Tragedy of Othello, the Moor of Venice) d'Orson Welles
- 1952 : Le Prisonnier de Zenda (The Prisoner of Zenda) de Richard Thorpe
- 1956 : Le Cygne (The Swan) de Charles Vidor
- 1958 : Le Fou du cirque (Merry Andrew) de Michael Kidd
- 1958 : De la bouche du cheval (The Horse's Mouth) de Ronald Neame
- 1960 : Hold-up à Londres (The League of Gentlemen) de Basil Dearden
- 1963 : Hôtel international (The V.I.P.s) d'Anthony Asquith
- 1964 : The Golden Head de Richard Thorpe et James Hill
- 1966 : D pour danger (A Man could get killed) de Ronald Neame et Cliff Owen
- 1968 : Prudence et La Pilule (Prudence and the Pill) de Ronald Neame et Fielder Cook
- 1973 : Théâtre de sang (Theatre of Blood) de Douglas Hickox

### À la télévision
- 1960 : série Rawhide, saison 2, épisode 32 Incident in the Garden of Eden de Joseph Kane
- 1975 : Target Risk, téléfilm de Robert Scheerer
- 1979 : Institute for Revenge, téléfilm de Ken Annakin
- 1981 : série L'Homme à l'orchidée (Nero Wolfe), neuf épisodes : rôle de Theodore Horstmann

## Théâtre

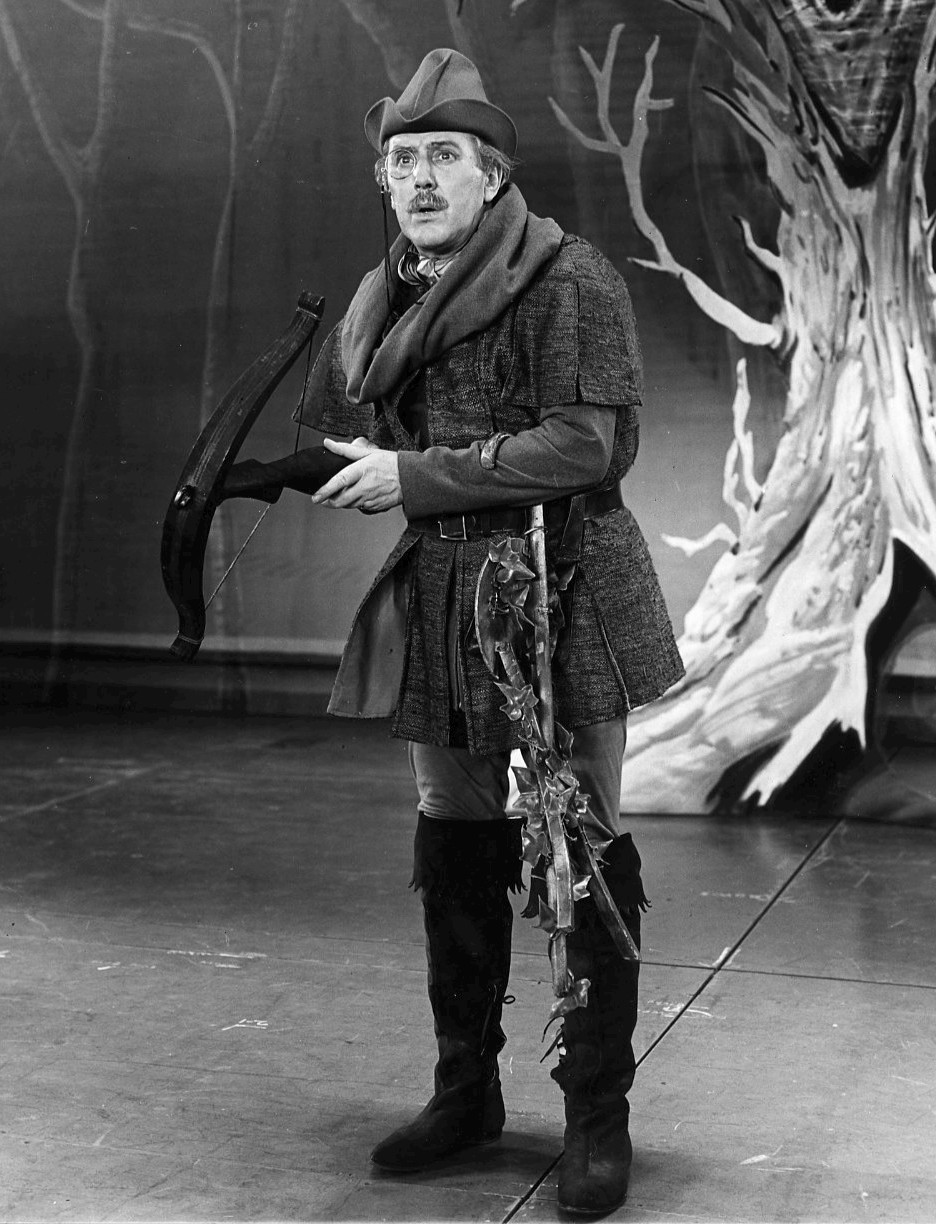
Dans Camelot (Broadway, 1960)

Pièces, sauf mention contraire

### À Broadway
- 1953 : The Love of Four Colonels de Peter Ustinov, avec Rex Harrison (également metteur en scène), Lilli Palmer
- 1954-1955 : Dear Charles de Marc-Gilbert Sauvajon et Frederick J. Jackson, avec Tallulah Bankhead
- 1956-1962 : My Fair Lady, comédie musicale, musique de Frederick Loewe, livret et lyrics d'Alan Jay Lerner, d'après Pygmalion de George Bernard Shaw, avec Julie Andrews, Rex Harrison, Stanley Holloway, Cathleen Nesbitt
- 1960-1963 : Camelot, comédie musicale, musique de Frederick Loewe, livret et lyrics d'Alan Jay Lerner, d'après la légende arthurienne de Camelot, avec Julie Andrews, Richard Burton, Roddy McDowall (adaptation au cinéma en 1967)
- 1973 : The Jockey Club Stakes de William Douglas Home, avec Wilfrid Hyde-White
- 1976-1977 : My Fair Lady, comédie musicale pré-citée, reprise, avec Ian Richardson
- 1979 : Bedroom Farce d'Alan Ayckbourn, avec John Lithgow

### En Angleterre
- 1919-1920 : Our Peg d'Edward G. Knoblauch (à Bristol)
- 1930-1931 : Frederica (Friederike), opérette sur une musique de Franz Lehár, adaptation (à Bristol)
- 1933-1934 : Mother of Pearl (Eine Frau, die weiß, was sie will), opérette sur une musique d'Oscar Straus, adaptation avec Rex Harrison (à Bristol)
- 1958 : My Fair Lady, comédie musicale pré-citée, reprise, avec Julie Andrews, Rex Harrison, Stanley Holloway (à Londres)
- 1969-1970 : A Talent to amuse, d'après diverses œuvres de Noël Coward, avec Richard Attenborough, John Gielgud, Peter Graves, Stanley Holloway, Robert Morley, Richard Rodney Bennett, John Schlesinger, Susannah York (à Londres)